# Arctic Race of Norway 2013
L'Arctic Race of Norway 2013 est la première édition de cette course cycliste à étapes masculine. Elle a eu lieu du 8 au 11 août 2013. Elle fait partie du calendrier UCI Europe Tour 2013 en catégorie 2.1. Elle est remportée par le Norvégien Thor Hushovd, de l'équipe BMC, vainqueur également de deux des quatre étapes.

## Présentation

### Équipes
Classée en catégorie 2.1 de l'UCI Europe Tour, l'Arctic Race of Norway est par conséquent ouvert aux UCI ProTeams dans la limite de 50 % des équipes participantes, aux équipes continentales professionnelles, aux équipes continentales et à des équipes nationales.
| Nom de l'équipe | Pays       | Code |
| --------------- | ---------- | ---- |
| Argos-Shimano   | Pays-Bas   | ARG  |
| Belkin          | Pays-Bas   | BEL  |
| BMC Racing      | États-Unis | BMC  |
| Katusha         | Russie     | KAT  |
| Vacansoleil-DCM | Pays-Bas   | VCD  |

| Nom de l'équipe             | Pays      | Code |
| --------------------------- | --------- | ---- |
| Accent Jobs-Wanty           | Belgique  | AJW  |
| Champion System             | Chine     | CSS  |
| Crelan-Euphony              | Belgique  | CRE  |
| Cofidis                     | France    | COF  |
| Europcar                    | France    | EUC  |
| NetApp-Endura               | Allemagne | TNE  |
| Topsport Vlaanderen-Baloise | Belgique  | TSV  |

| Nom de l'équipe      | Pays    | Code |
| -------------------- | ------- | ---- |
| BigMat-Auber 93      | France  | BIG  |
| Frøy-Bianchi         | Norvège | FRB  |
| Joker Merida         | Norvège | TJM  |
| OneCo                | Norvège | OCM  |
| Øster Hus-Ridley     | Norvège | OHR  |
| People4you-Unaas     | Suède   | PPY  |
| Plussbank            | Norvège | TPB  |
| Ringeriks-Kraft Look | Norvège | KRA  |

## Étapes
| Étape     | Date    | Villes étapes         | type                      | Distance (km) | Vainqueur d'étape | Leader du classement général |
| --------- | ------- | --------------------- | ------------------------- | ------------- | ----------------- | ---------------------------- |
| 1re étape | 8 août  | Bodø – Bodø           | étape de moyenne montagne | 192,5         | Kenny van Hummel  | Kenny van Hummel             |
| 2e étape  | 9 août  | Svolvær – Svolvær     | étape de plaine           | 156,5         | Thor Hushovd      | Thor Hushovd                 |
| 3e étape  | 10 août | Svolvær – Stokmarknes | étape de plaine           | 201,5         | Nikias Arndt      | Kenny van Hummel             |
| 4e étape  | 11 août | Sortland – Harstad    | étape de plaine           | 155           | Thor Hushovd      | Thor Hushovd                 |

## Déroulement de la course

### 1reétape
|    | Coureur             | Équipe           |    | Temps           |
| -- | ------------------- | ---------------- | -- | --------------- |
| 1  | Kenny van Hummel    | Vacansoleil-DCM  | en | 4 h 23 min 45 s |
| 2  | Barry Markus        | Vacansoleil-DCM  | +  | m.t             |
| 3  | Rüdiger Selig       | Katusha          |    | m.t             |
| 4  | Thor Hushovd        | BMC Racing       |    | m.t             |
| 5  | Jetse Bol           | Belkin           |    | m.t             |
| 6  | Jonas Ahlstrand     | Argos-Shimano    |    | m.t             |
| 7  | Jo Kogstad Ringheim | People4you-Unaas |    | m.t             |
| 8  | Sondre Holst Enger  | Plussbank        |    | m.t             |
| 9  | Ralf Matzka         | NetApp-Endura    |    | m.t             |
| 10 | Jan Ghyselinck      | Cofidis          |    | m.t             |

|    | Coureur             | Équipe            |    | Temps           |
| -- | ------------------- | ----------------- | -- | --------------- |
| 1  | Kenny van Hummel    | Vacansoleil-DCM   | en | 4 h 23 min 45 s |
| 2  | Barry Markus        | Vacansoleil-DCM   | +  | 4 s             |
| 3  | Rüdiger Selig       | Katusha           |    | 6 s             |
| 4  | Sébastien Turgot    | Europcar          |    | 6 s             |
| 5  | Thor Hushovd        | BMC Racing        |    | 7 s             |
| 6  | Sep Vanmarcke       | Belkin            |    | 7 s             |
| 7  | Matthias Friedemann | Champion System   |    | 8 s             |
| 8  | Kévin Van Melsen    | Accent Jobs-Wanty |    | 8 s             |
| 9  | Jetse Bol           | Belkin            |    | 10 s            |
| 10 | Jonas Ahlstrand     | Argos-Shimano     |    | 10 s            |

### 2eétape
|    | Coureur            | Équipe                      |    | Temps           |
| -- | ------------------ | --------------------------- | -- | --------------- |
| 1  | Thor Hushovd       | BMC Racing                  | en | 3 h 38 min 09 s |
| 2  | Tom Van Asbroeck   | Topsport Vlaanderen-Baloise | +  | m.t             |
| 3  | Marco Haller       | Katusha                     |    | m.t             |
| 4  | Kenny van Hummel   | Vacansoleil-DCM             |    | m.t             |
| 5  | Sondre Holst Enger | Plussbank                   |    | m.t             |
| 6  | Jetse Bol          | Belkin                      |    | m.t             |
| 7  | Yannis Yssaad      | BigMat-Auber 93             |    | m.t             |
| 8  | Louis Verhelst     | Cofidis                     |    | m.t             |
| 9  | Ralf Matzka        | NetApp-Endura               |    | m.t             |
| 10 | Tony Hurel         | Europcar                    |    | m.t             |

|    | Coureur             | Équipe                      |    | Temps           |
| -- | ------------------- | --------------------------- | -- | --------------- |
| 1  | Thor Hushovd        | BMC Racing                  | en | 8 h 01 min 41 s |
| 2  | Kenny van Hummel    | Vacansoleil-DCM             | +  | 3 s             |
| 3  | Sander Helven       | Topsport Vlaanderen-Baloise |    | 4 s             |
| 4  | Tom Van Asbroeck    | Topsport Vlaanderen-Baloise |    | 7 s             |
| 5  | Barry Markus        | Vacansoleil-DCM             |    | 7 s             |
| 6  | Rüdiger Selig       | Katusha                     |    | 9 s             |
| 7  | Marco Haller        | Katusha                     |    | 9 s             |
| 8  | Sep Vanmarcke       | Belkin                      |    | 10 s            |
| 9  | Matthias Friedemann | Champion System             |    | 11 s            |
| 10 | Kévin Van Melsen    | Accent Jobs-Wanty           |    | 11 s            |

### 3eétape
|    | Coureur             | Équipe                      |    | Temps           |
| -- | ------------------- | --------------------------- | -- | --------------- |
| 1  | Nikias Arndt        | Argos-Shimano               | en | 4 h 40 min 29 s |
| 2  | Kenny van Hummel    | Vacansoleil-DCM             | +  | m.t             |
| 3  | Barry Markus        | Vacansoleil-DCM             |    | m.t             |
| 4  | Benoît Drujon       | BigMat-Auber 93             |    | m.t             |
| 5  | Thor Hushovd        | BMC Racing                  |    | m.t             |
| 6  | Jo Kogstad Ringheim | People4you-Unaas            |    | m.t             |
| 7  | Tom Van Asbroeck    | Topsport Vlaanderen-Baloise |    | m.t             |
| 8  | Håvard Blikra       | Øster Hus-Ridley            |    | m.t             |
| 9  | Jon Einar Bergsland | OneCo                       |    | m.t             |
| 10 | Edwin Wilson        | Joker Merdia                |    | m.t             |

|    | Coureur           | Équipe                      |    | Temps            |
| -- | ----------------- | --------------------------- | -- | ---------------- |
| 1  | Kenny van Hummel  | Vacansoleil-DCM             | en | 12 h 42 min 07 s |
| 2  | Thor Hushovd      | BMC Racing                  | +  | 3 s              |
| 3  | Barry Markus      | Vacansoleil-DCM             |    | 6 s              |
| 4  | Nikias Arndt      | Argos-Shimano               |    | 6 s              |
| 5  | Sander Helven     | Topsport Vlaanderen-Baloise |    | 7 s              |
| 6  | Tom Van Asbroeck  | Topsport Vlaanderen-Baloise |    | 9 s              |
| 7  | Tony Hurel        | Europcar                    |    | 10 s             |
| 8  | Marco Haller      | Katusha                     |    | 10 s             |
| 9  | Rüdiger Selig     | Katusha                     |    | 12 s             |
| 10 | Sven Erik Bystrøm | Øster Hus-Ridley            |    | 12 s             |

### 4eétape
|    | Coureur          | Équipe          |    | Temps           |
| -- | ---------------- | --------------- | -- | --------------- |
| 1  | Thor Hushovd     | BMC Racing      | en | 3 h 27 min 36 s |
| 2  | Paul Martens     | Belkin          | +  | 0 s             |
| 3  | Nikias Arndt     | Argos-Shimano   |    | 0 s             |
| 4  | Russell Downing  | NetApp-Endura   |    | 0 s             |
| 5  | Kenny van Hummel | Vacansoleil-DCM |    | 0 s             |
| 6  | Tony Hurel       | Europcar        |    | 0 s             |
| 7  | Maxime Vantomme  | Crelan-Euphony  |    | 3 s             |
| 8  | Magnus Børresen  | OneCo           |    | 3 s             |
| 9  | Bryan Nauleau    | Europcar        |    | 6 s             |
| 10 | Mathieu Drujon   | BigMat-Auber 93 |    | 8 s             |

|    | Coureur          | Équipe                      |    | Temps            |
| -- | ---------------- | --------------------------- | -- | ---------------- |
| 1  | Thor Hushovd     | BMC Racing                  | en | 16 h 09 min 34 s |
| 2  | Kenny van Hummel | Vacansoleil-DCM             | +  | 9 s              |
| 3  | Nikias Arndt     | Argos-Shimano               |    | 10 s             |
| 4  | Tony Hurel       | Europcar                    |    | 16 s             |
| 5  | Paul Martens     | Belkin                      |    | 19 s             |
| 6  | Tom Van Asbroeck | Topsport Vlaanderen-Baloise |    | 26 s             |
| 7  | Marco Haller     | Katusha                     |    | 27 s             |
| 8  | Maxime Vantomme  | Crelan-Euphony              |    | 28 s             |
| 9  | Magnus Børresen  | OneCo                       |    | 28 s             |
| 10 | Barry Markus     | Vacansoleil-DCM             |    | 30 s             |

## Classements finals

### Classement général
|    | Cycliste         | Pays      | Équipe                      |    | Temps            |
| -- | ---------------- | --------- | --------------------------- | -- | ---------------- |
| 1  | Thor Hushovd     | Norvège   | BMC Racing                  | en | 16 h 09 min 34 s |
| 2  | Kenny van Hummel | Pays-Bas  | Vacansoleil-DCM             | +  | 9 s              |
| 3  | Nikias Arndt     | Allemagne | Argos-Shimano               |    | 10 s             |
| 4  | Tony Hurel       | France    | Europcar                    |    | 16 s             |
| 5  | Paul Martens     | Allemagne | Belkin                      |    | 19 s             |
| 6  | Tom Van Asbroeck | Belgique  | Topsport Vlaanderen-Baloise |    | 26 s             |
| 7  | Marco Haller     | Autriche  | Katusha                     |    | 27 s             |
| 8  | Maxime Vantomme  | Belgique  | Crelan-Euphony              |    | 28 s             |
| 9  | Magnus Børresen  | Norvège   | OneCo                       |    | 28 s             |
| 10 | Barry Markus     | Pays-Bas  | Vacansoleil-DCM             |    | 30 s             |

### Classements annexes
|   | Cycliste         | Équipe          | Points |
| - | ---------------- | --------------- | ------ |
| 1 | Thor Hushovd     | BMC Racing      | 48     |
| 2 | Kenny van Hummel | Vacansoleil-DCM | 40     |
| 3 | Nikias Arndt     | Argos-Shimano   | 25     |

|   | Cycliste             | Équipe           | Points |
| - | -------------------- | ---------------- | ------ |
| 1 | Lars Petter Nordhaug | Belkin           | 20     |
| 2 | August Jensen        | Øster Hus-Ridley | 8      |
| 3 | Paul Martens         | Belkin           | 7      |

|   | Cycliste         | Équipe                      |    | Temps            |
| - | ---------------- | --------------------------- | -- | ---------------- |
| 1 | Nikias Arndt     | Argos-Shimano               | en | 16 h 09 min 44 s |
| 2 | Tom Van Asbroeck | Topsport Vlaanderen-Baloise | +  | 16 s             |
| 3 | Marco Haller     | Katusha                     |    | 17 s             |

|   | Équipe           | Pays     |    | Temps            |
| - | ---------------- | -------- | -- | ---------------- |
| 1 | Crelan-Euphony   | Belgique | en | 48 h 30 min 23 s |
| 2 | Europcar         | France   | +  | 1 s              |
| 3 | People4you-Unaas | Suède    |    | 5 s              |

## Évolution des classements
| Étape              | Vainqueur          | Classement général | Classement par points | Classement de la montagne | Classement du meilleur jeune | Classement par équipes      |
| ------------------ | ------------------ | ------------------ | --------------------- | ------------------------- | ---------------------------- | --------------------------- |
| 1                  | Kenny van Hummel   | Kenny van Hummel   | Kenny van Hummel      | Lars Petter Nordhaug      | Barry Markus                 | Vacansoleil-DCM             |
| 2                  | Thor Hushovd       | Thor Hushovd       | Thor Hushovd          | Lars Petter Nordhaug      | Sander Helven                | Topsport Vlaanderen-Baloise |
| 3                  | Nikias Arndt       | Kenny van Hummel   | Kenny van Hummel      | Lars Petter Nordhaug      | Barry Markus                 | Topsport Vlaanderen-Baloise |
| 4                  | Thor Hushovd       | Thor Hushovd       | Thor Hushovd          | Lars Petter Nordhaug      | Nikias Arndt                 | Crelan-Euphony              |
| Classements finals | Classements finals | Thor Hushovd       | Thor Hushovd          | Lars Petter Nordhaug      | Nikias Arndt                 | Crelan-Euphony              |